# Terasa akumulacyjna
Terasa akumulacyjna – terasa wycięta w osadach poprzednio złożonych w danej dolinie rzecznej. 
Terasa tego typu tworzy się wtedy, gdy podstawa erozyjna rzeki podnosi się. W tej sytuacji spadek rzeki i jej siła transportująca maleje, a materiał niesiony dotąd przez jej wody składany jest na dnie doliny coraz grubszą warstwą. W rezultacie rzeka płynie po tych osadach na coraz wyższym poziomie i coraz wolniej, błądząc zakolami na całej szerokości łożyska. Gdy nastąpi później obniżenie się podstawy erozyjnej – rzeka zacznyna wcinać w te osady, nad nią zaś powstaje terasa akumulacyjna. Zasypywanie doliny przez osady piaszczyste i formowanie teras akumulacyjnych było intensywniejsze w tych okresach klimatycznych, w których zwiększona obfitość wód w rzekach powodowała zwiększenie ilości transportowanego materiału.